# C’est la vie (singel Khaleda)
„C’est la vie” – singel algierskiego piosenkarza Khaleda wydany w 2012 roku. Został wydany na albumie o tym samym tytule.

## Lista utworów
- Digital download – singel promocyjny (2 lipca 2012)[1]

1. „C’est la vie” – 3:49

## Notowania na listach przebojów
| Kraj              | Lista (2012/2013) | Najwyższa pozycja |
| ----------------- | ----------------- | ----------------- |
| Francja           | Top 200 Singles   | 4                 |
| Belgia (Flandria) | Ultratop 50       | 5                 |
| Belgia (Walonia)  | Ultratop 50       | 5                 |
| Szwajcaria        | Singles Top 75    | 33                |
| Szwecja           | Top 60 Singles    | 34                |
| Holandia          | Single Top 100    | 92                |